# Premi RBA de Novel·la Policíaca
El Premi RBA de Novel·la Policíaca (en anglès RBA Prize for Crime Writing) fou un premi literari internacional que concedia de forma anual des del 2007 fins al 2018 el grup editorial i de comunicació espanyol RBA a la millor novel·la inèdita de gènere negre o policíac presentada al certamen en anglès o espanyol, encara que podia haver estat escrita originalment en qualsevol altre idioma.
El guardó estava dotat amb 125.000 euros, el més ben dotat en el món per a un premi de novel·la negra, i es fallava cada any a principis del mes de setembre a Barcelona per un jurat compost per cinc personalitats de la cultura. En les primeres edicions el guardó es va batejar com "Premi Internacional RBA de Novel·la Negra".

## Novel·les guanyadores
| Edició      | Autor                                       | Nacionalitat | Títol original i títol en anglès               |
| ----------- | ------------------------------------------- | ------------ | ---------------------------------------------- |
| 2007 (I)    | Francisco González Ledesma                  | Espanya      | Una novela de barrio (A Neighborhood Novel)    |
| 2008 (II)   | Andrea Camilleri                            | Itàlia       | La rizzagliata (The Death of Amalia Sacerdote) |
| 2009 (III)  | Philip Kerr                                 | Escòcia      | If the Dead Rise Not                           |
| 2010 (IV)   | Harlan Coben                                | Estats Units | Live Wire                                      |
| 2011 (V)    | Patricia Cornwell                           | Estats Units | Red Mist                                       |
| 2012 (VI)   | Michael Connelly                            | Estats Units | The Black Box                                  |
| 2013 (VII)  | Arnaldur Indriðason                         | Islàndia     | Skuggasund (The Shadow District)               |
| 2014 (VIII) | Lee Child                                   | Anglaterra   | Personal                                       |
| 2015 (IX)   | Don Winslow                                 | Estats Units | The Cartel                                     |
| 2016 (X)    | Ian Rankin                                  | Escòcia      | Even Dogs in the Wild                          |
| 2017 (XI)   | Benjamin Black (pseudònim de John Banville) | Irlanda      | Snow                                           |
| 2018 (XII)  | Walter Mosley                               | Estats Units | Down the River unto the Sea                    |